# Слёзка, Михаил
Михаил Слезка (ум. 1667) — львовский типограф, родом из Беларуси.

## Биография
В 1633 году Михаил Слезка переехал во Львов и стал заведующим ставропигиальной братской типографией. Спустя некоторое время, Михаил открыл свою собственную типографию и испросил для себя от короля Владислава IV разрешение на печатание латинских, славянских и польских книг. Михаилу Слезке удалось плодотворно поработать в типографии. В 1634 году он издал «Псалтирь», а в 1636 году «Евангелие», затем «Часослов» и множество других церковных книг. 
В 1663 году Михаил издал без ведома архимандрита Иоанникия Галятовского два его сочинения: «Ключ разумения» (1659) и «Казаня, приданыи…» (1660), объединив их в одну книгу. Со временем у Михаила начали возникать конфликты с братской типографией. В 1651 году после очередной ссоры с братством, он был смещен со своей должности. Киевский митрополит Петр Могила предал проклятию Михаила С. по причине того, что последний сделал перепечатку одной книги Киево-Печерского издательства.
Умер Михаил Слезка в 1667 году.